# Asbiest
Asbiest (ros. Асбест), w latach 1889–1928 Kudielka (ros. Куделька) – miasto w Rosji (obwód swierdłowski), położone na Uralu, nad rzeką Wielki Reft.
Osada została założona w 1889 roku. Prawa miejskie otrzymała w 1933 roku. W 2002 roku decyzją Dumy Miasta Asbiest otrzymał swój herb.
Miasto jest centrum wydobycia i przetwórstwa azbestu. W mieście rozwinął się przemysł materiałów budowlanych.

## Demografia
- 2002 – 76 328
- 2003 – 76 300[3]
- 2017 – 64 666[4]
- 2021 – 62 285[1]